# Цицишвили, Вахтанг Давидович
Вахтанг Давидович Цицишви́ли (груз. ვახტანგ ციციშვილი; 1888—1965) — специалист по производству коньяка, лауреат Сталинской премии.

## Биография
В 1897 году был привезён родителями в Тбилиси. С 1897 по 1907 год учился в 1-й Тбилисской мужской гимназии, с 1907 по 1910 год — на естествоведческом отделении физико-математического факультета Московского государственного университета. Был отчислен с третьего курса из-за болезни.
В 1912 году, после выздоровления, отправился во Францию, чтобы получить высшее образование и зачислен в Дижонский сельскохозяйственный институт, на факультет сельскохозяйственных технологий, который окончил в 1915 году.
В сентябре 1915 года начал работать на коньячном заводе фирмы «Д. Сараджишвили», сначала помощником мастера, затем мастером. После смерти Екатерины Поракишвили-Сараджишвили ему было поручено возглавить фирму Сараджишвили.
В 1924—1949 технолог Тбилисского коньячного завода, в 1949—1953 годах заместитель директора и главный технолог Тбилисского коньячного комбината. С 1953 года главный технолог коньячного производства «Самтреста».
Был похоронен во дворе Тбилисского коньячного завода.

## Награды и премии
- Сталинская премия третьей степени (1947) — за создание новых марок грузинского коньяка «Юбилейный XX», «Энисели» и «КС».